# Charles Ponzi
Charles Ponzi, narozený jako Carlo Ponzi, užívající pseudonymy Charles Ponci, Carlo a Charles P. Bianchi (3. března 1882 – 18. ledna 1949), byl italský podvodník působící v Severní Americe.
Proslavil se na počátku 20. let XX. století, kdy pyramidovým podvodem vybral asi 20 milionů tehdejších dolarů od „investorů“, kteří uvěřili slibu, že za 45 dní získají zisk 50 % nebo za 90 dní zisk 100 %. Ponzi uváděl, že za investované peníze v cizině nakoupí levné poštovní odpovědní kupóny, které pak bude dráž prodávat v USA – zjistil totiž, že tyto kupony mají sice po celém světě stejnou užitnou hodnotu, ale například v Itálii stojí čtvrtinu toho, co v USA. Namísto reálného obchodování (ke kterému by pro převoz kuponů z Itálie potřeboval obří nákladní loď a neměl by jistotu, zda by je vůbec dokázal v USA prodat), však ve skutečnosti jen dřívější „investory“ vyplácel penězi, které mu svěřili pozdější podvedení. Ponzimu za podvody hrozilo doživotí. Protože však spolupracoval s policií, soud ho odsoudil jen k pětiletému trestu.
Po odpykání trestu se odstěhoval na Floridu a začal podvádět v realitách. Sliboval trojnásobné zhodnocení investice za pouhé dva měsíce. Jak se ukázalo, šlo opět o podvod. Byl zatčen a tentokrát odsouzen na sedm let. Po propuštění se přestěhoval do Itálie a rok poté do Brazílie, kde se stal zaměstnancem italských aerolinií.
Podvod se stal tak známým, že se od té doby v anglosaském světě podobné machinace označují jako Ponzi scheme, „Ponziho schéma“. Charles Ponzi však nebyl první, kdo podobný zločin spáchal – William F. Miller v Brooklynu obral na podobném principu své krajany roku 1899 o asi milion dolarů a Charles Deville Wells alias Lucien Rivier na svou podvodnou banku ve Francii v letech 1910–11 nalákal přibližně 6000 obětí.